# Natuza Nery
Natuza Nery est une journaliste, animatrice de podcast et conférencière brésilienne née le 28 avril 1977 à São Paulo. Actuellement au sein du groupe Globo, elle est commentatrice politique sur la chaîne d'information GloboNews et fait des apparitions hebdomadaires sur la radio CBN. Elle est également chroniqueuse et podcasteuse sur le portail G1 News,,,,,,.
Auparavant, Nery travaille pour l'agence de presse Reuters et pour le journal Folha de S.Paulo, en plus de participer au segment "Meninas do Jô", Programa do Jô,, diffusé sur TV Globo. Elle est distinguée par le Prix de journalisme CNI et par celui de Folha, récompensant tous deux son travail au sein de la Folha de S.Paulo.

## Carrière
Nery travaille à l'agence de presse Reuters, où elle couvre la politique, l'agroalimentaire et l'économie. Lors d'une interview avec Reuters, elle révèle son premier scoop sous l'administration Lula, en révélant que le Brésil a prêté dix milliards de dollars au Fonds monétaire international (FMI), alors l'un des principaux créanciers du pays. Le prêt était sans précédent,. Dans le scandale Mensalão, Elle publie un rapport d'enquête révélant que les retraits effectués par le publiciste Marcos Valério coïncident avec des votes controversés au Congrès national. Parmi les sujets importants qu'elle a couverts durant son passage chez Reuters figure la primaire qui conduit à la nomination de Barack Obama comme candidat du Parti démocrate en 2008 et le tremblement de terre en Haïti en 2010..
En 2010, Nery débute en tant que reporter au bureau de Brasília de Folha de S.Paulo ; en 2013, elle est promue reporter spéciale, avant de prendre la direction de la chronique Painel en 2015, succédant ainsi à la journaliste Vera Magalhães Au journal, elle couvre le Congrès national et le gouvernement fédéral.
Lorsqu'elle est à Folha de S. Paulo, elle est invitée à rejoindre le segment hebdomadaire « Meninas do Jô » de Programa do Jô sur Rede Globo, où les journalistes commentent les nouvelles politiques les plus pertinentes de la semaine. En février 2017, Nery quitte Folha de S.Paulo pour travailler exclusivement au sein du Grupo Globo. Elle intervient en tant que commentatrice politique sur la chaîne d'information GloboNews. Elle est chroniqueuse et animatrice de podcast pour le portail d'information G1, où elle dirige le Blog da Natuza Nery et participe au podcast Papo de Política . Elle fait également des apparitions hebdomadaires sur Rádio CBN.

### Récompenses
Nery a été récompensée à deux reprises durant son passage à Folha de S. Paulo.
En 2013, Nery remporte le Prix CNI de journalisme dans la catégorie Presse écrite pour la série de reportages « Le Brésil à la croissance la plus rapide », publiée dans Folha de S.Paulo. Les reportages mettaient en lumière les municipalités et les régions du pays qui affichaient des performances économiques supérieures à la moyenne et connaissaient un développement rapide.
En 2016, elle remporte le prix Folha de Journalisme pour son entretien avec l'ancien ministre de la Culture, Marcelo Calero, qui a conduit au limogeage de Geddel Vieira Lima, alors figure clé du gouvernement de Michel Temer. L'article est intitulé « Hors du gouvernement, Calero accuse Geddel de lui avoir exercé des pressions pour qu'il publie des travaux. »,
| Année | Prix                       | Catégorie                 | Travail | Résultat |
| ----- | -------------------------- | ------------------------- | --- | -------- |
| 2013  | Prix de journalisme du CNI | Imprimé dans les journaux | Série de reportages « Le Brésil connaît la croissance la plus rapide », de Folha de S. Paulo                                                                                         | Gagnante |
| 2016  | Prix Folha du journalisme  | —                         | Entretien avec l'ancien ministre de la Culture Marcelo Calero : « Hors du gouvernement, Calero accuse Geddel de faire pression sur lui pour qu'il libère le », pour Folha de S.Paulo | Gagnante |